# Isidor Obermayer
Isidor Obermayer (geboren 1783 in Kriegshaber; gestorben 1862 in Augsburg) war ein deutscher Bankier und Pionier des Eisenbahnwesens.

## Leben

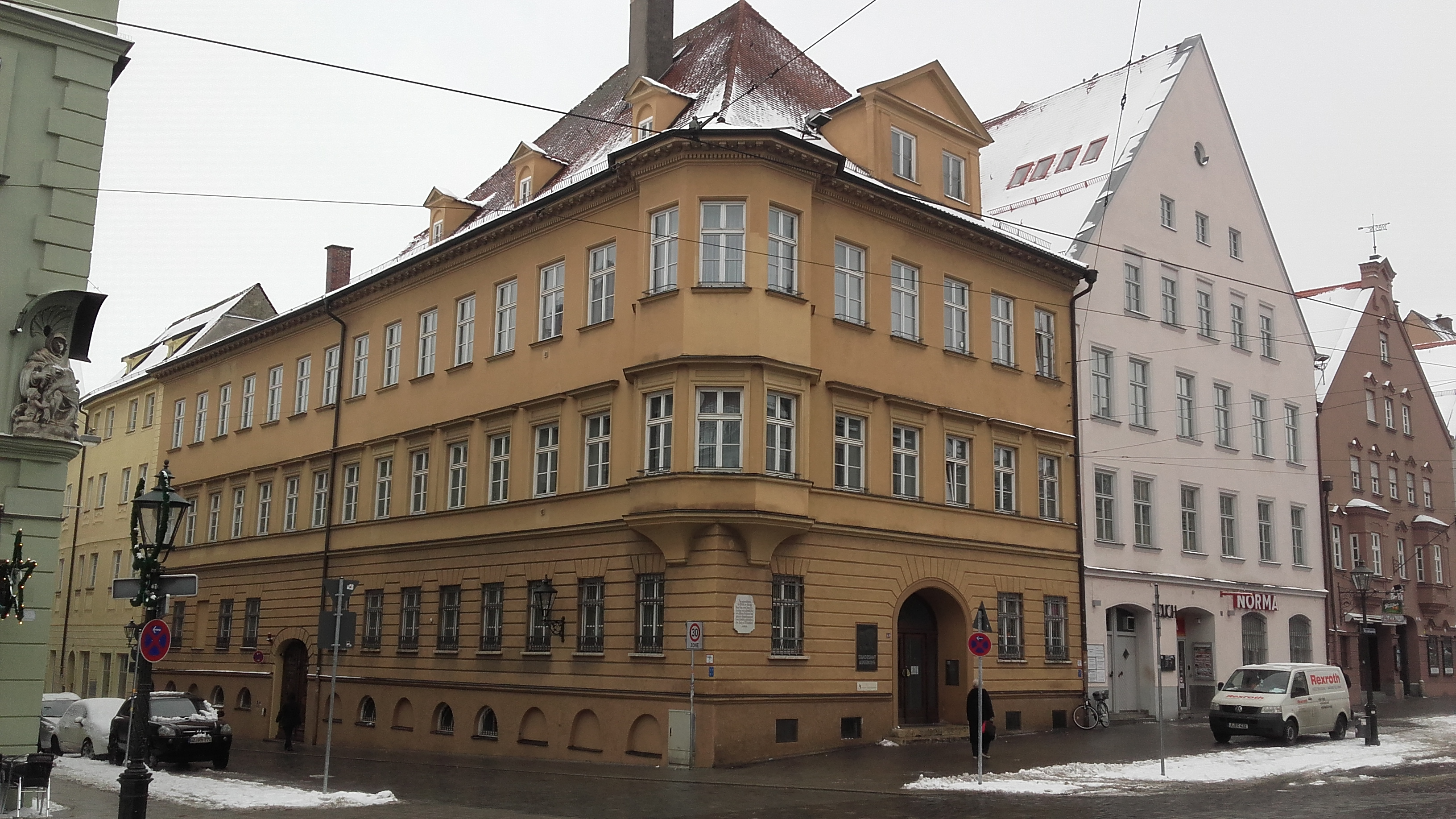
Ehem. Wohnhaus von Isidor Obermayer (Maximilianstraße 69)

Isidor Obermayer kam 1783 als Sohn von Jakob Obermayer (1755–1828) und Ida Oppenheimer (1765–1845) in Kriegshaber zur Welt. Im Jahre 1811 brachte seine Frau Nanette Obermayer (geb. Kusel) (1794–1856) den gemeinsamen Sohn Carl Obermayer zur Welt. Ein Jahr später wurde die gemeinsame Tochter Henriette Obermayer (1812–1885) geboren. 
Isidor Obermayer war erfolgreich als Wechselhändler tätig und erwarb 1821 das Anwesen Litera A 28 (heute Maximilianstraße 69). Ein Jahr später erhielt er Zugang zur Augsburger Börse. Unter anderem aufgrund seiner Einflussnahme erfolgte die Gründung der Bayerischen Hypotheken- und Wechsel-Bank. Obermayer war Mitglied der München-Augsburger Eisenbahn-Gesellschaft und maßgeblich am Bau der Bahnstrecke von Augsburg nach München beteiligt. Er förderte den Bau der Strecke nicht nur durch finanzielle Mittel, sondern reiste im Auftrag der Gesellschaft nach England. Dort kaufte er Schienen und Lokomotiven, die bis 1840 nach Augsburg und den Streckenbaustellen geschafft wurden. Das Augsburger Bahnhofsgebäude entstand am „Roten Tor“ (heute Straßenbahndepot). Später beteiligte er sich auch am Bau weiterer Bahnstrecken.
Nach seinem Tod im Jahre 1862 wurde Obermayer auf dem Jüdischen Friedhof Kriegshaber bestattet.